# Periquito-da-caatinga
O periquito-da-caatinga, cujo nome científico é Eupsittula cactorum que significa “periquito bom que gosta de cactos”, também conhecido popularmente como curiquinha, periquitinha, jandaia, gangarra, griguilim, guinquirra, grengueu, papagainho e periquitão, é uma espécie de ave da família Psittacidae. Habita principalmente a região do Nordeste brasileiro, mas também podem viver em áreas como Minas Gerais e até Goiás. É encontrado na caatinga e no cerrado.
Mede cerca de 25 cm e pesa 120 gramas, sua característica principal é o corpo e a cabeça verde amarronzado, pescoço verde oliva, asas verdes com as pontas azul real, peito laranja e a barriga amarela, em torno dos olhos há um contorno de cor branca, o bico é cinza fosco, os pés são rosas acinzentados, a irís é castanho escuro, ao redor do olho existe uma lista redonda laranja , que diminui  quando emite algum som.

## Nomes

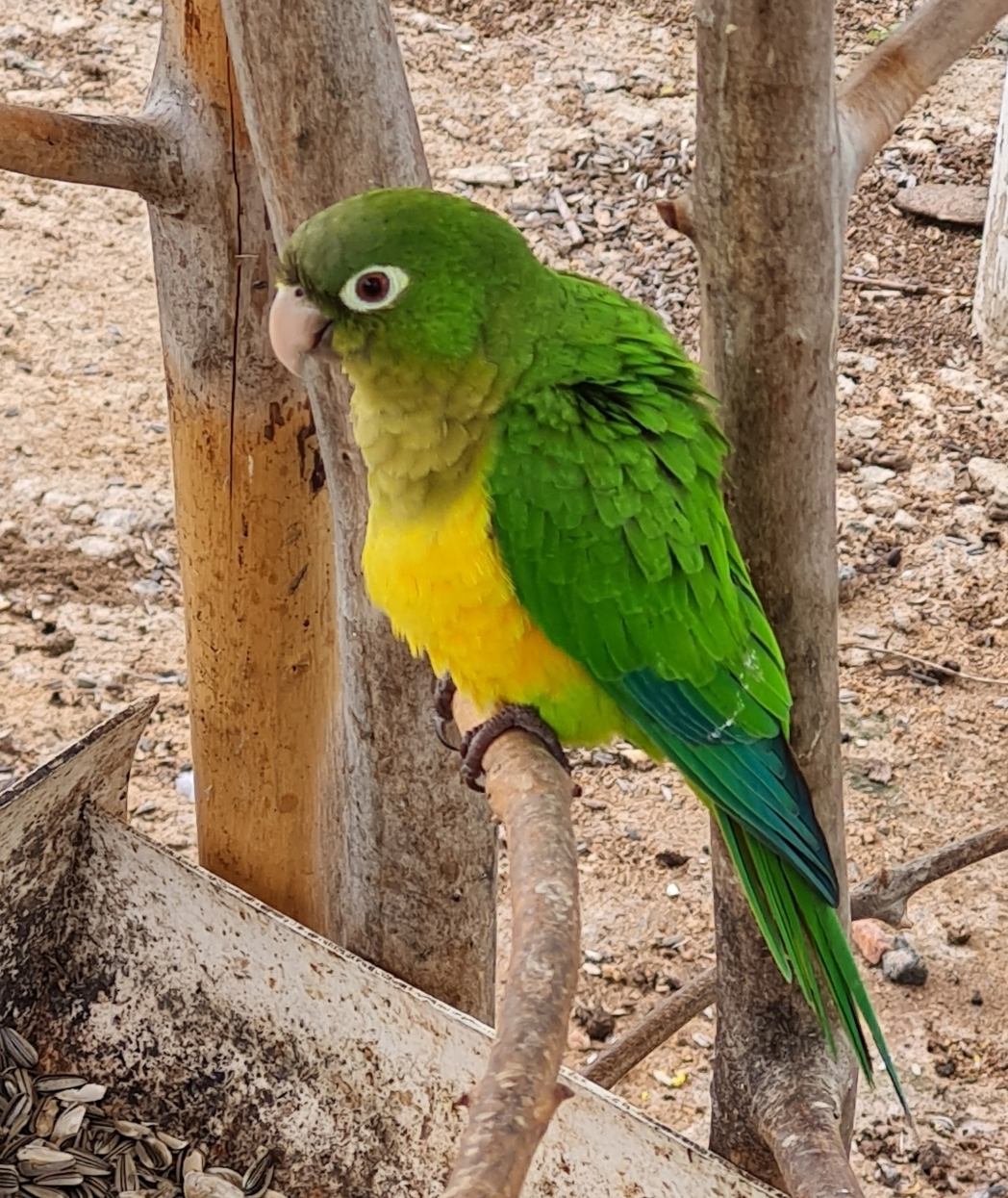
Indivíduo em viveiro de adaptação na Fazenda Tamanduá, perto de Patos (PB). Na região, é chamado de gangarra.

Essa espécie é conhecida e chamada por vários nomes em vários locais diferentes. Veja os mais comuns:
| Nome                  | Origem | Local |
| --------------------- | --- | --- |
| Eupsittula cactorum   | Nome científico, é o "Gênero" e a "Espécie"                                                                                                   | No mundo, mais comumente utilizado por cientistas e estudiosos |
| Periquito-da-Caatinga | Por parecer um periquito e ser normalmente achado em regiões de predomínio da caatinga, é o nome mais aceito, mas o menos usado               | Todo o Brasil |
| Jandaia               | Por fazer parte do gênero Aratinga, que é formado por vários tipos de jandaia                                                                 | Todo o Brasil |
| Periquitão            | Além de por se parecer e ter um tamanho maior que a maioria dos periquitos, também conhecido assim porque se parece com o Periquitão-maracanã | Qualquer local, por pessoas que nunca ouviram sobre esse tipo de espécie                                                                                          |
| Papagainho            | Por parecer e fazer parte da família Psittacidae, que é a mesma do papagaio, além do fato de que essa espécie pode apender pequenas palavras  | Qualquer local, por pessoas que nunca ouviram sobre esse tipo de espécie                                                                                          |
| Guinguirra            | Porque seu grito (não o canto) se parece com um guincho                                                                                       | Região do sertão do Nordeste, onde é normalmente encontrado |
| Ganguirra             | Também Gangarra em alguns sertões | Esse nome é muito conhecido no sertão nordestino, e para ele vale a explicação anterior, e esta parece ser uma versão regional do sertão da Paraíba e Pernambuco. |

Dentre as diversas denominações populares, "periquito-da-caatinga" foi selecionado como nome vernáculo técnico para a espécie pelo Comitê Brasileiro de Registros Ornitológicos.

## Hábitos
Está espécie é sociável, (mas menos que loris ou papagaios) inteligente e muito ativa, e também consegue emitir algumas palavras. E tem vários hábitos de um Psittacidae, como o de levantar suas penas e ficar balançando a cabeça para cima e para baixo quando com raiva.
Costumam voar em bandos de 6 a 8 indivíduos, sempre vocalizando um som parecido com “krik-krik-krik-krik”. Utilizam poças de água para se banhar e beber juntamente com o restante do bando. Gostam de fazer carícias uns com os outros para demonstrar amizade, frequentemente encontrado também em casais no período reprodutivo. No estado domesticado, podem aprender muitos truques.

## Alimentação
A alimentação preferida dessa espécie é o milho verde das plantações domésticas. Com um bico apropriado, essa ave rasga a palha da espiga do milho ainda no caule, e come parcialmente os grãos do milho verde. Esse é seu alimento preferido para criar sua prole. Por causa desse hábito, a ave é muito perseguida por caçadores, sendo abatidas sob o pretexto de que elas são "danosas" à plantação de milho.
Da mesma forma que os papagaios, não é recomendável dar sementes de girassol, por causa do alto teor de gordura. Não é recomendável dar todo e qualquer tipo de alimento industrializado para consumo humano (como pães, cafés, biscoitos). Esses alimentos reduzem a vida do animal, pois afetam os rins e o estômago da ave. Para melhores recomendações é melhor consultar um veterinário.

No seu habitat natural alimentam-se de frutas, brotos e sementes. Gostam especialmente de frutas, vegetais, bagos e principalmente de umbu (fruto do umbuzeiro) uma árvore típica de áreas áridas da caatinga, outras frutas nativas também servem como alimento, tais como o fruto do mandacaru.

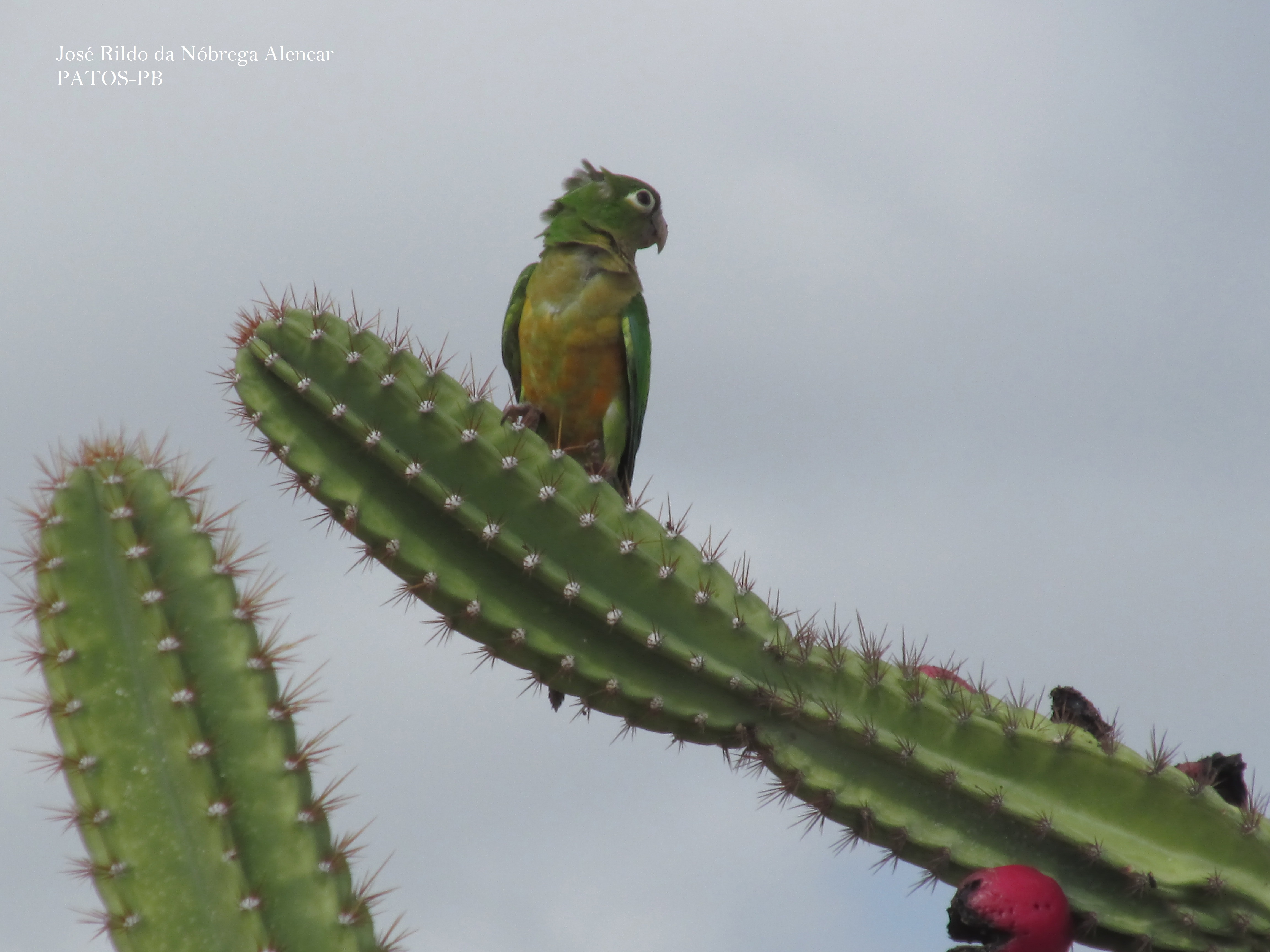
Periquito-da-caatinga pousado sob um mandacuru.

## Reprodução
Os periquitos-da-caatinga São aves monogâmicas, ou seja, tem um parceiro ou parceira durante a vida inteira. Costumam criar cavidades e fazer seus ninhos em cupinzeiros ativos, sendo que os insetos não atrapalham o casal e nem a prole. A entrada é bem discreta, o que contribui para a sua segurança.
A câmara de postura mede 25 cm de diâmetro e a forragem é feita com materiais secos e que absorvam os dejetos dos filhotes, como madeira triturada e capim seco. Depositam em média de 5 a 9 ovos que são incubados durante cerca de 25-26 dias. Periquitos adultos parecem ter medo que a cavidade possse virar armadilha, da qual eles não podem mais escapar se um predador chegar, uma vez que existe apenas uma saída. Seus principais predadores são o pica-pau-de-cabeça-amarela (Celeus flavescens), o caburé (Glaucidium brasilianum) e a corujinha-do-mato (Megascops choliba), e várias espécies de serpentes e lagartos. Costumam a fugir do ninho quando sentem que um perigo aproxima-se ou simplesmente quando estão se sentindo ameaçados. Isso é mais seguro para a ave, mas pode também mostrar ao predador onde exatamente estão seus ovos ou prole.
Não possuem dimorfismo sexual, por isso, para identificar macho e fêmea é necessário fazer um exame de DNA. O exame de sexagem é feito através das coleta de penas ou sangue.
A expectativa de vida atinge cerca de 30 anos.
O periquito-da-caatinga é muito procurado como animal de estimação e ave de gaiola. Os periquitos filhotes são retirados dos seus ninhos antes de poderem voar, por volta do mês de março e depois vendidos de forma ilegal em feiras ou em outros locais, como por exemplo, casas de traficantes de animais e através de grupos nas redes sociais.
O comércio ilegal ainda não chegou numa situação crítica para a ave, não afetando diretamente sua proliferação, apesar disso, é recomendável combater este tipo de ato que é considerado crime, antes que ocasione em risco a espécie.